# Anna (opatka trzebnicka)
Anna (zm. ok. 15 sierpnia 1515) – księżniczka opawska, opatka cysterek w Trzebnicy
Anna była córką Wilhelma opawskiego i Salomei z Častolovic. Wstąpiła do klasztoru trzebnickiego i 24 lipca 1469 r. została jego opatką. Funkcję tę pełniła do śmierci. W czasie jej rządów klasztor dotknęło wiele nieszczęść. W latach 1474–1475 został zniszczony przez wojska Macieja Korwina, w 1483 r. podczas zarazy zmarło 11 zakonnic, 11 czerwca 1486 r. spłonął. Poprawę przyniosły czasy Władysława Jagiellończyka, który 24 czerwca 1493 r. potwierdził przywileje klasztoru. Anna była ostatnią opatką trzebnicką pochodzenia dynastycznego.

## Literatura
- Anna, [w:] Książęta i księżne Górnego Śląska, Katowice 1995, s. 16-17.